# Marcel Grossmann Award
Der Marcel Grossmann Award ist ein Preis für Forschungen in Gravitation und Astrophysik des International Center for Relativistic Astrophysics, der auf dem regelmäßig alle drei Jahre stattfindenden Marcel Grossmann Meeting vergeben wird. Er ist nach Marcel Grossmann benannt und wird seit 1985 vergeben.
Der Preisträger erhält eine Skulptur von Attilio Pierelli in Silber.

## Preisträger
- 1985 (4. Marcel Grossmann Meeting, Rom) William Fairbank senior, Abdus Salam und das Vatikan Observatorium
- 1989 (5. Marcel Grossmann Meeting, Perth) Hayakawa Sachio, John Archibald Wheeler und die University of Western Australia
- 1992 (6. Marcel Grossmann Meeting, Kyoto) Oda Minoru, Stephen Hawking und das Research Institute for Theoretical Physics in Kyoto
- 1994 (7. Marcel Grossmann Meeting, Stanford) Subrahmanyan Chandrasekhar, Jim Wilson, und das Space Telescope Science Institute
- 1997 (8. Marcel Grossmann Meeting, Jerusalem) an Tullio Regge, Francis Everitt und die Hebräische Universität Jerusalem
- 2000 (9. Marcel Grossmann Meeting, Rom) Riccardo Giacconi, Roger Penrose, Cécile DeWitt-Morette und Bryce DeWitt, sowie an die Solvay-Institute
- 2003 (10. Marcel Grossmann Meeting, Rio de Janeiro) Yvonne Choquet-Bruhat, James W. York, Juval Ne’eman und das Centro Brasileiro de Pesquisas Físicas (CBPF)
- 2006 (11. Marcel Grossmann Meeting, Berlin) Roy Kerr, George Coyne, Joachim Trümper und die Freie Universität Berlin
- 2009 (12. Marcel Grossmann Meeting, Paris) Jaan Einasto, Christine Jones Forman, Michael Kramer und das Institut des hautes études scientifiques (IHES)
- 2012 (13. Marcel Grossmann Meeting, Stockholm) W. David Arnett, Wladimir Alexejewitsch Belinski, Issaak Chalatnikow, Filippo Frontera und an das AlbaNova University Center in Stockholm
- 2015 (14. Marcel Grossmann Meeting, Rom) Ken’ichi Nomoto, Martin Rees, Jakow Grigorjewitsch Sinai, Sachiko Tsuruta, Tsung-Dao Lee, Chen Ning Yang und die European Space Agency (ESA)
- 2018 (15. Marcel Grossmann Meeting, Rom) Lyman Page, Rashid Sunyaev, Shing-Tung Yau und Planck Scientific Collaboration und Hansen Experimental Physics Laboratory
- 2021 (16. Marcel Grossmann Meeting, virtuell) Demetrios Christodoulou, Tsvi Piran, Gerard ’t Hooft, Steven Weinberg, Alexander Schirschakow und Lawotschkin, Peter Predehl und das Max-Planck-Institut für extraterrestrische Physik, Rashid Sunyaev und das Institut für Weltraumforschung der Russischen Akademie der Wissenschaften (IKI)
- 2024 (17. Marcel Grossmann Meeting, Pescara) Li Di, Christopher Lee Fryer und das CHIME/FRB-Team, vertreten durch Victoria Kaspi[1]